# 北牧野製鉄遺跡
座標: 北緯35度29分14秒 東経136度02分11秒 / 北緯35.48722度 東経136.03639度
北牧野製鉄遺跡（きたまきのせいてついせき）は滋賀県高島市マキノ町牧野にある製鉄遺跡である。

## 概要
奈良時代の『続日本紀』天平宝字6年（762年）の条に「藤原恵美押勝に近江国浅井（浅井郡）・高嶋（高島郡）二郡の鉄穴を各一処賜う。」（恵美押勝（藤原仲麻呂）が朝廷より近江国の浅井郡と高島郡の鉄穴を賜った。）という記載が見える。
鉄穴とは製鉄所あるいは原料の鉄鉱石を採取した場所を指すと考えられ、時の権力者であった藤原仲麻呂が、高島地域の鉄生産に関与していた。
現在のマキノ高原・マキノ高原スキー場周辺には、古代の製鉄所跡と考えられている北牧野A・B・C・D・E遺跡のほか、木炭を生産する炭窯遺跡が点在している。
1968年（昭和43年）、同志社大学考古学研究室による発掘調査が行われた。
鉄滓などの製鉄関連遺物とともに出土した須恵器・土師器片から、実際に製鉄所として使われていたのは8世紀代と推定されている。
また、鉄滓のチタン含有量が少ないことなどから、砂鉄ではなく鉄鉱石を原材料にしていたと考えられている。北牧野製鉄遺跡の南西の大谷山を中心とする周辺地域には、鉄鉱石を産出する古生層とその後に貫入した花崗岩との接触帯が存在する。
マキノ町石庭から大谷川を2キロメートルほど測ったところに、古代の鉄穴の可能性の指摘される場所が3か所あり、昭和時代前期頃に一時、鉄鉱石の採掘をしたといわれる大谷川遺跡がある。

## 製鉄の操業年代について
高島市マキノ町の製鉄遺跡は、北牧野製鉄遺跡群（北牧野A・B・C・D・E遺跡）のほかに、海津天神社裏山A遺跡、海津B遺跡、小荒路遺跡、白谷遺跡、大谷川遺跡などがあり、木炭窒としてクチナシ谷遺跡が挙げられる。北牧野A遺跡のみ出土須恵器から8世紀代の操業年代が与えられているが、他は不明である。
文献には『続日本紀』天平宝字6年（762年）2月25日条に「大師の藤原恵美押勝に近江国浅井（浅井郡）・高嶋（高島郡）二郡の鉄穴を各一処賜う。」とあり、文献に初めて高島市内の製鉄に関しての記載が登場する。
文献記録では先述のほかに、『日本書紀』天智天皇9年（670年）、『続日本紀』大宝3年（703年）2月条、養老6年（722年）、天平14年（742年）12月条があり、7世紀後半から8世紀にかけて滋賀県内で製鉄が盛んに行われていたと記録されている。
このことは近年の発掘調査でも裏付けられており、マキノ町内の製鉄遺跡の操業時期は当該期に比定できるとされる。ただ、製鉄操業時期の初源をどこまで遡り得るかを考える時、近接する古墳群の存在は無視できない。
同じく高島市の今津町大供の甲塚古墳群の分布する丘陵には製鉄遺跡である東谷遺跡が存在しており、両者の密接な関係が想定されている。甲塚古墳群11号墳では、鉄滓が採取され、それに伴って採集された須恵器の年代観から、5世紀末段階の鉄生産の可能性が指摘されている。ただし製錬滓ではなく、「鍛冶滓」であるとの指摘もあり検討を要する。
マキノ町内の製鉄遺跡についても、古墳群が近接して立地していることから、 同様の関係が想定でき、製鉄操業年代が古墳時代後期まで遡りうる可能性は否定できない。近接する薬師堂遺跡の掘立柱建物群が、古墳時代後期に製鉄に従事した人々の集落の可能性もある。

### 渡来系技術者との関係
『続日本紀』養老6年（722年）条には「・・・近江国飽波漢人伊太?、韓鍛冶百嶋・・・」とあり、漢人系鍛治技術者が存在したことを示している。
さらに、高島市マキノ町上開田の薬師如来の奥書に「結縁人々、漢人定住同□（嘱?）仏師僧源増・僧光信沙弥」と漢人の子孫の存在を思わせる記述がある。
これには「延久六年八月二十五日」（1074年）の銘が記されていることから、製鉄操業年代より約3世紀の隔たりがあるものの、その操業には渡来系技術者の存在が窺い知れる。

## 古代高島の鉄生産のまとめ
古代高島の鉄生産をまとめると以下のようになる。
1. 古墳時代後期に鉄生産が開始された可能性がある。
2. 奈良時代には鉄生産が盛んに行われていた。
3. 製鉄原料として主に鉄鉱石を使用している。
4. 文献史料に高島郡の鉄生産に関連する記事が記載されている。
5. 奈良時代の鉄生産に有力者（藤原仲麻呂）が関与していた。
6. 複数の製鉄遺跡が存在している。
7. 渡来系の製鉄技術者が存在していた。

## 高島市の製鉄遺跡

### 高島市マキノ町の製鉄遺跡
- 北牧野製鉄遺跡群（北牧野A・B・C・D・E遺跡）、海津天神社裏山A遺跡、海津B遺跡、小荒路遺跡、白谷遺跡、大谷川遺跡

北牧野A遺跡のみ8世紀代の操業年代が与えられているが、その他の遺跡は不明である。

### 高島市今津町の製鉄遺跡
- 木津製鉄遺跡、東谷遺跡、山本遺跡、谷八幡遺跡、酒波谷遺跡、酒波三ッ又遺跡

操業時期の判明している遺跡は木津製鉄遺跡のみで（8世紀末から9世紀初頭）、その他の遺跡は不明である。